# Премія
Премія (від лат. praemia — нагорода, відзнака) — одна з форм заохочення успіхів, досягнутих в праці, науці, літературі, мистецтві чи іншій суспільно корисній діяльності. Премії можуть мати форму нагород, медалей, дипломів, грошових заохочень тощо. Присуджують премії на спеціальних церемоніях (Нобелівська премія) або на виставках, конкурсах тощо.
Особа, висунута на здобуття премії, називається номінантом. Особа, що здобула премію, називається лауреатом.

## Список відомих премій
- Нобелівська премія (див.також пародію: Іґнобелівська премія)
- Шевченківська премія
- Пулітцерівська премія
- Премія Ґреммі
- Премія «За правильний спосіб життя»
- Премія Оскар
- Літературна премія ім. Надії Попович
- Премія Гільдії Кіноакторів США за найкращий акторський склад у кінофільмі